# Albury (Hertfordshire)
Albury is een civil parish in het Engelse graafschap Hertfordshire.